# Wadjet
a nu se confunda cu Wedjat (Ochiul lui Horus)

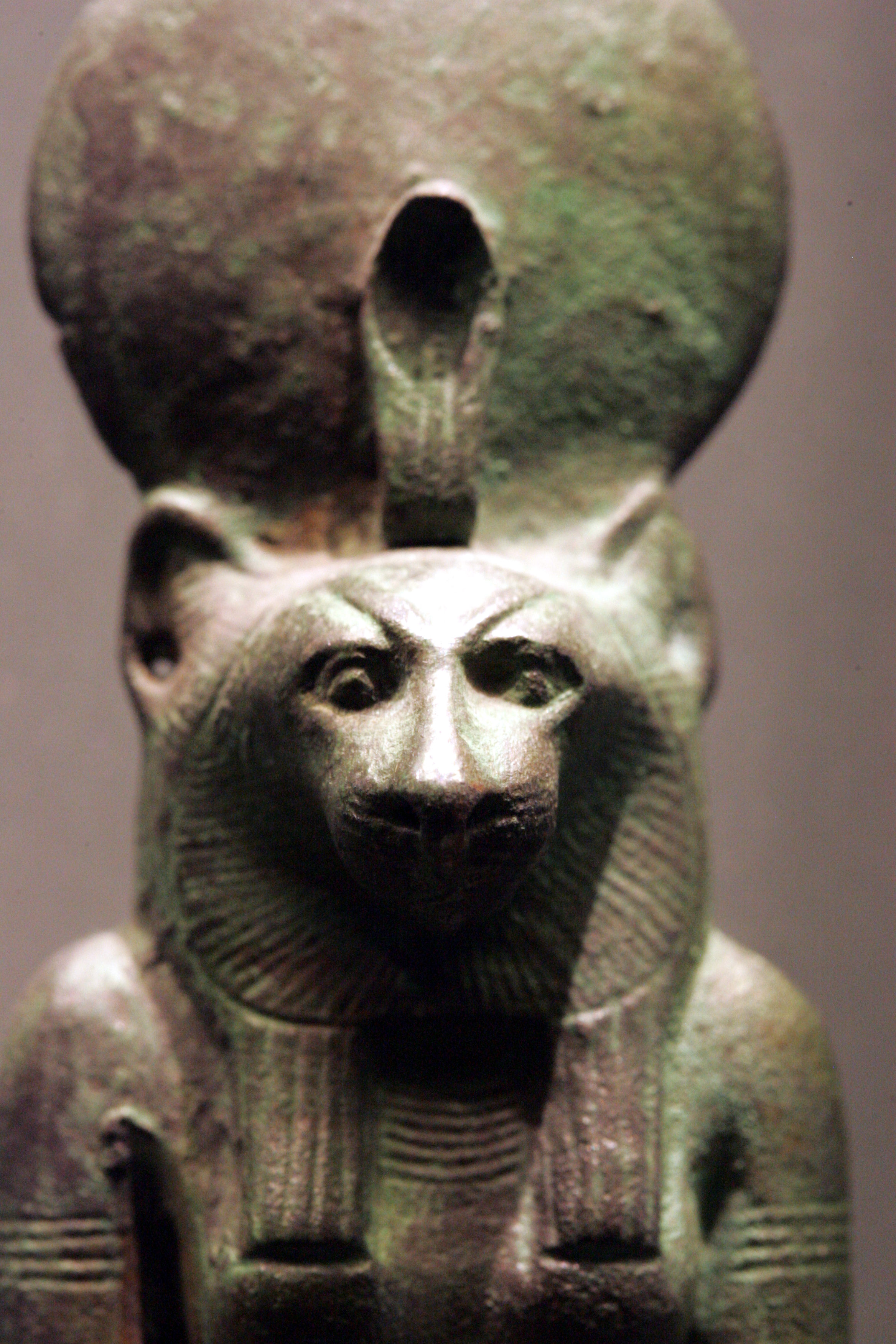
Wadjet înfățișat cu corp de femeie cu cap de leoaică, uraeus

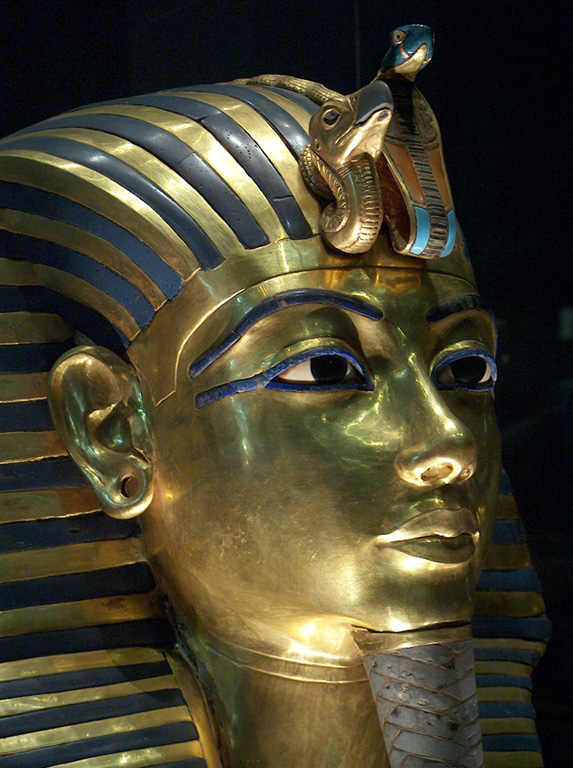
Masca Wadjet funerară a lui (Tutankamon) cu cobra și vulturul protectori.

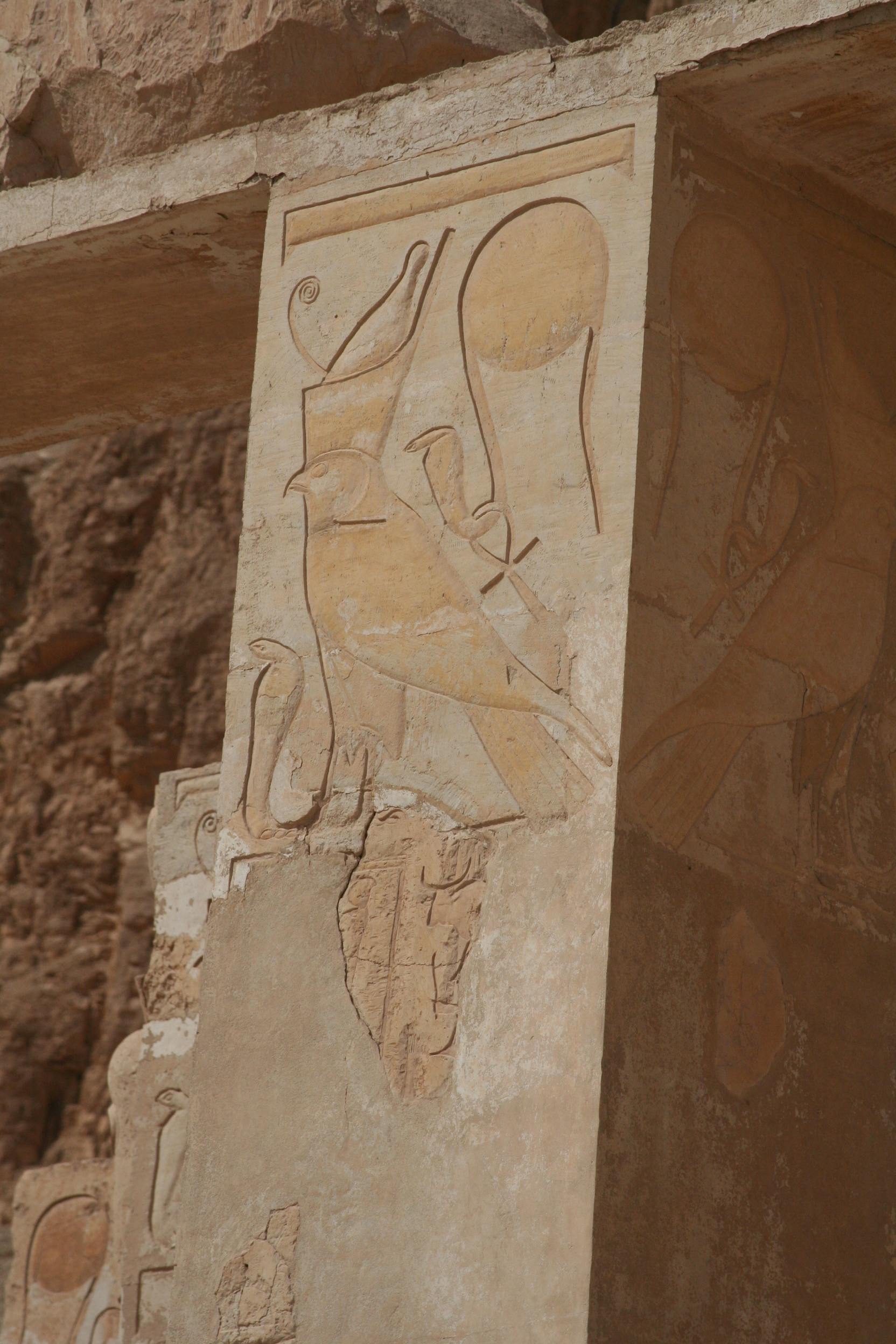
Două imagini ale zeiței Wadjet ce apar pe un perete sculptat al Templului lui Hatshepsut de la Luxor.

Wadjet, Stăpâna cerului, simboliza căldura arzătoare a soarelui și flacăra focului și mai târziu, Ochiul lui Ra. Aceatea simbolizau forța creației, fertilitatea solului și a apei. 
În mitologia egipteană, Wadjet sau cel Verde (alte variante Wadjit, Wedjet, Uadjet sau Ua Zit în grecește, Udjo, Uto, Edjo și Buto, printre alte nume), a fost inițial străvechea zeiță locală a orașului  Dep, care a devenit parte a orașului pe care egiptenii l-au numit Per-Wadjet, Casa lui Wadjet, iar grecii i-au zis Buto, un oraș care este un important sit arheologic din epoca predinastică a Egiptului antic, cu evoluțiile culturale din paleolitic.
Ea a fost declarată patron și protector al Egiptului de Jos și după unificarea cu Egiptul de Sus, protector comun și patron al întregului Egipt. Imaginea zeiței Wadjet cu discul Soarelui se numește uraeus și a fost emblema de pe coroana  conducătorilor Egiptului de Jos.  

## Egiptul de Jos
Wadjet a fost zeița locală, adesea reprezentată ca o cobră și era considerată zeitatea patron a Egiptului de Jos.

## Etimologie
Numele semnifică un "papirus de culoare verde"; asta pentru că "verdele" reprezintă fertilitatea solului.